# Henry Mark
Henry Mark (* 8. Januar 1917 in Brooklyn, New York City; † 1961) war ein US-amerikanischer Künstler, der als „The American silkscreen and serigraph master“ bekannt war. Er war mit Rose Mark verheiratet, mit der er einen Sohn, Michael D. Mark (* 16. März 1943), hatte.

## Leben und Werk
Anfangs war Henry Mark ein gefragter Innendekorateur, dessen Auftraggeber ihn schon in jungen Jahren mit Aufträgen auch außerhalb der USA betrauten, wie der Ausstattung von Ausstellungsräumen in Venezuela und anderen Ländern. Henry Mark, ein Autodidakt, war erfolgreich, er spürte jedoch, dass seine Passion die Malerei war. Er entschied, sich ganz dieser Kunst zu widmen.
Henry Mark war ein Künstler, dessen innovative neuen Wege von Kunstkritikern früh erkannt und hoch geschätzt wurden. Dies ist nachzulesen im Archiv des renommierten Brooklyn Museum, Brooklyn/New York. Kritiker sprachen von einem „begnadeten Künstler, der seine ganze Schaffenskraft seiner Kunst widmete“. Henry Mark nutzte die kurze Zeit, die ihm für seine Kunst vergönnt war. Die Fachwelt nannte ihn „The American silkscreen and serigraph master“.
Früh entdeckte Henry Mark die Vorteile der Serigraphie. Fasziniert lotete er die künstlerischen Möglichkeiten dieser Arbeitsweise aus. Bei der Serigraphie wurde eine Schablone/Matrize eingesetzt. Bei seiner Produktion von Siebdrucken vermied er jedoch eine flache Oberfläche, obwohl dies in der damaligen Zeit üblich war, wie auch den Einsatz von Lack, Papier oder Kleber. Der innovative Künstler Henry Mark benutzte in seiner Produktion zusätzlich auch vermehrt Tusche.
Die Kunstwelt wurde schnell auf diesen außergewöhnlichen Künstler aufmerksam. Trotz seiner jungen Jahre war es Henry Mark gelungen, seinen Siebdrucken einen bis dahin unbekannten Kalligrafie-Stil zu geben. Nicht nur die Pariser Kunstgalerie Lelong verlangte die Siebdrucke von Henry Mark. 1941, er war gerade 24 Jahre alt, wurden seine Seirgraphien im Virginia Museum und im Carnegie Institute gezeigt, 1944 in der Artists Gallery. Über die Jahre folgten zahlreiche  Ausstellungen in der National Serigraph Society, New York. In einer umfangreichen Schau zeigte das renommierte Brooklyn Museum 1945 eine große Auswahl seiner Serigraphien aus den Jahren 1941–1944. Seine Werke wurden u. a. in der Pennsylvania Academy of Art, dem Virginia Museum of Fine Arts, dem San Francisco Museum of Modern Art sowie in vielen anderen Institutionen gezeigt.
Zu Beginn seines Schaffens bewegen sich die Siebdrucke des Künstlers in realistischen Formen, gefolgt von einer Periode, die als halb-abstrakt bezeichnet werden kann. Aber selbst in diesen halb-abstrakten Perioden blieb Henry Mark immer der souveräne Künstler, der Maler. In seinen Kommentaren und Notizen erwähnte er immer wieder, dass Kunst Würde haben muss, dass in jeder Komposition nicht nur das Offensichtliche erkennbar sein muss, sondern auch die unsichtbaren Gedanken des Künstlers. Solch unsichtbare Formen sichtbar zu machen erreicht der Künstler mit seinem Kalligraphie-Stil, in Farben und Aufbau. Henry Mark wollte auch zeigen, dass die mentale Erscheinung sich durch unterschiedliche Stimmungen und Umstände verändern kann.
Henry Mark verstand es meisterhaft, seinen Serigraphien die unterschiedlichsten Stimmungen einzuhauchen und erhielt mit Recht den Namen „master of serigraphy“. Beispiele: seine Werke „crucifixion“ und „agony of the innocent“ stimmen nachdenklich, wohingegen „carnival“ und „dancers“ zwar Fröhlichkeit, aber gleichzeitig auch Ernsthaftigkeit und Originalität zeigen. Alle Werke sind der Moderne der damaligen Zeit zuzurechnen und kräftig in der Ausführung.
In einer Mitteilung an das renommierte Brooklyn Museum im Jahre 1945 schreibt Henry Mark über seine Siebdrucke:

„Die Natur ist unendlich, ebenso wie die Kunst. In dieser zweidimensionalen Oberfläche kann auch der Raum unendlich sein und mit der Hilfe des Unterbewusstseins  können alle Zweifel ausgelöscht werden, und so entsteht eine freie und kreative Kunst. In den vorliegenden Kompositionen existieren nicht nur die sichtbaren Konturen sondern auch die unsichtbaren und erahnbaren. All dies wird umarmt von den Farben der jeweiligen Stimmung und schafft eine Einheit von Harmonie.  Meine Vorstellungskraft wird geleitet von vielen Einflüssen, ich versuche einfach,  meine allumfassende Philosophie einzubringen.“

Auch als Maler in Öl erhielt Henry Mark höchste Anerkennung; er produzierte mehrere traumhaft schöne Ölgemälde. Für „solaquaterra“ wurde Henry Mark 1946 mit dem ersten Preis des Brooklyn Museum ausgezeichnet. Mehr als 60 Jahre später erscheint dieses Gemälde beeindruckend futuristisch.
Für viele seiner Frauenbildnisse in Öl, klein- und großformatig, stand seine Frau Rose Modell, etwa für „Contemplating Woman“, „Woman With Red Scarf“ und „Woman Playing The Mandolin“. Bei „The Skater“ handelt es sich um ein Selbstporträt des Künstlers.
Die Serigraphie „Pegasus“ wurde 1946 vom Brooklyn Museum mit einer Auszeichnung belohnt. Dieses serigraph war Teil eines Artikels:  „Serigraphy, Newcomer to the Graphic Art“ von Doritz Meltzer, Direktor der Serigraph Galleries. „Pegasus“ wurde beschrieben mit den Worten: „…dieses serigraph macht es möglich, dass wir uns an einem kraftvollen und sich bewegenden Kunstwerk wie diesem Pferd von Henry Mark erfreuen können…“.
In der Mitte seines Schaffens wurde ein inoperabler Gehirntumor diagnostiziert. Nach acht Jahre langem Leiden starb Henry Mark im Jahr 1961, in seinem Haus in Brooklyn.
In postumer Ehre für den Verstorbenen Henry Mark hielt das Brooklyn Museum am 17. Dezember 1961 eine „Henry Mark Memorial Show“ ab und zeigte 31 seiner Werke von Siebdrucken und Ölgemälden.

## Ausstellungen

### One-Man-Shows
- 1943 – Artists Gallery, New York City, paintings and prints
- 1944 – Artists Gallery, New York City, watercolor and ink drawings
- 1944 – Munson-Williams-Proctor Institute, Utica/New York, watercolor and ink drawings
- 1945 – Brooklyn Museum, Brooklyn/New York, serigraphs
- 1945 – International Print Society, paintings and prints

### Namhafte Gruppenausstellungen
- Carnegie Institute, Pittsburgh/Pa., Directions in American Art
- Pennsylvania Academy of Art, Philadelphia/Pa, annual of 1942
- Virginia Museum of Fine Arts, Richmond/Va, Richmond Virginia Biennial 1942
- San Francisco Museum of Art, San Francisco/Calif.,
- Whitney Museum of American Art, New York City
- San Francisco  Annual of Prints and Drawings – 1942
- Metropolitan Museum, New York City.
- MoMa, Museum of Modern Art, New York City, Christmas Exhibitions 1942 and 1943
- Elisabet Ney Museum, Austin Texas, 1st International Print Show, March 1943
- Brooklyn Museum, Brooklyn/New York, Technique Exhibition of Graphic Arts, 1944
- The Art Institute of Chicago, Chicago/Ill., Watercolor and Drawing Exhibition, 1944
- Brooklyn Museum Annuals of 1945, 1946, 1947
- Library of Congress Print Annuals of 1944, 1945, 1946
- International Watercolor Exhibitions at the Brooklyn Museum, Brooklyn/New York  in 1947

Werke von Henry Mark sind im Besitz von:
- MoMa, Museum of Modern Art, New York City
- Brooklyn Museum, Brooklyn/New York
- Metropolitan Museum of Art, New York City
- Portland Museum, Portland/Oregon
- De Young Memorial Museum, San Francisco/Calif.
- University of Iowa, Iowa City/Iowa
- Princeton Print Club, Princeton/New Jersey
- Firestone Library Princeton University, Princeton/New Jersey
- American Association of University Women
- U.S. State Department, Washington/DC
- Smithsonian Institute, Washington/DC
- San Francisco Museum of Art
- New York Public Library, New York City
- Library of Congress, Washington/DC
- Carnegie Institute, Pittsburgh/Pa.
- Boston Museum of Fine Art, Boston/Mass.

## Auszeichnungen / Honorable Mention
- San Francisco Annual of Prints & Drawings 1942 for serigraph ‘The Table’
- Brooklyn Museum Annual 1946 for serigraph ‘Pegasus’
- First Prize in oil painting, Brooklyn Museum Annual 1946 – ‚Solaquaterra‘

| Personendaten    | Personendaten              |
| ---------------- | -------------------------- |
| NAME             | Mark, Henry                |
| KURZBESCHREIBUNG | US-amerikanischer Künstler |
| GEBURTSDATUM     | 8. Januar 1917             |
| GEBURTSORT       | Brooklyn, New York City    |
| STERBEDATUM      | 1961                       |